# Ceremonimester
Ceremonimester er en funktion, som ved det danske hof kendes allerede fra før enevælden. Etikette og ceremoniel har gennem tiderne været en vigtig del af regentens virksomhed og tjente især under enevælden til at underbygge kongens position og prestige. Generelt har arbejdsopgaverne ikke ændret sig gennem tiden – fx planlægning og afvikling af hoffets festarrangementer, nytårskure, udenlandske statsoverhoveders officielle besøg, modtagelse af fremmede staters ambassadører, sommertogter med kongeskibet, begravelser af medlemmer af den kongelige familie og hofsorg.
Hoffets ceremonimester har i det daglige arbejde tæt kontakt med hofmarskallen.
Den nuværende ceremonimester har siden 1. marts 2024 været flotilleadmiral Anders Friis.